# Luzuriaga polyphylla
Luzuriaga polyphylla är en alströmeriaväxtart som först beskrevs av Joseph Dalton Hooker, och fick sitt nu gällande namn av James Francis Macbride. Luzuriaga polyphylla ingår i släktet Luzuriaga och familjen alströmeriaväxter. Inga underarter finns listade i Catalogue of Life.

## Bildgalleri

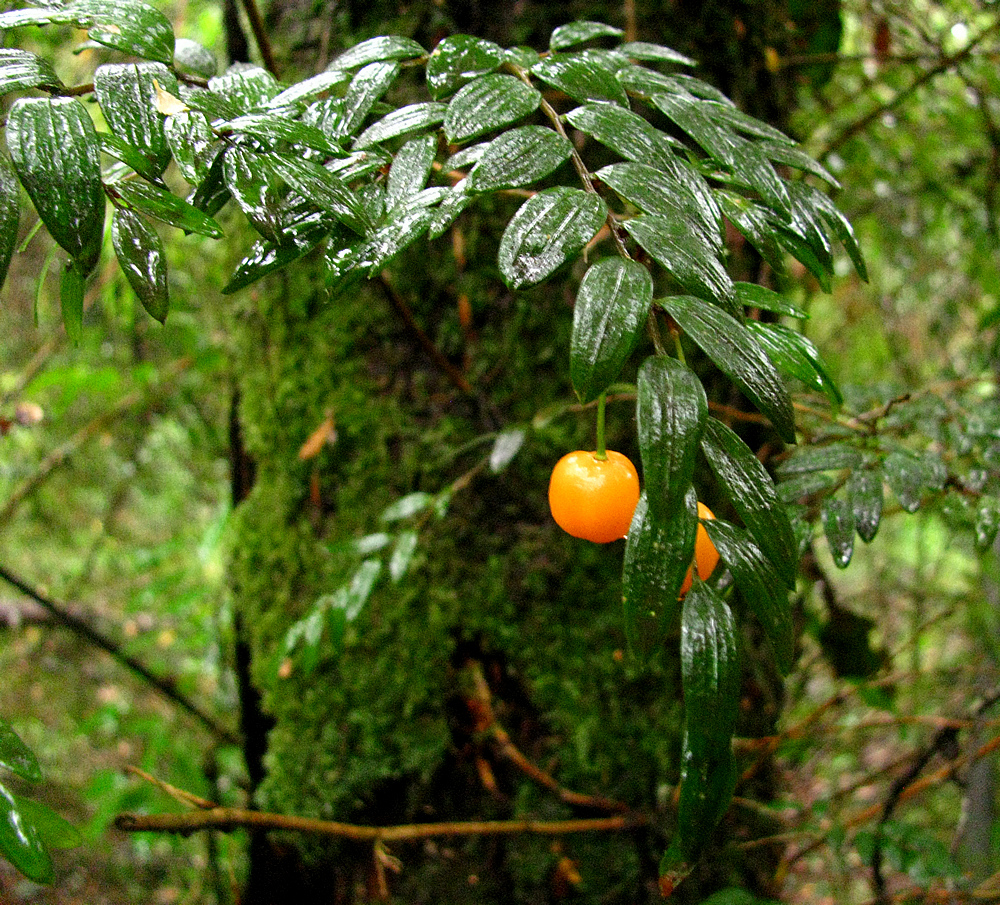
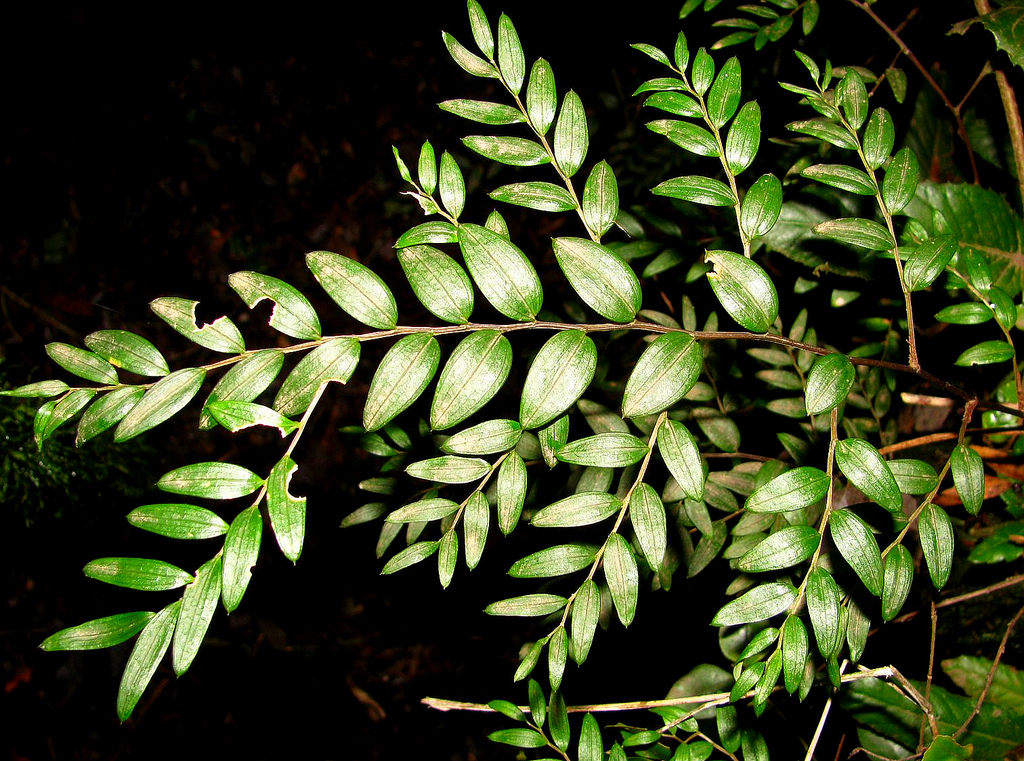